# El Pessebre

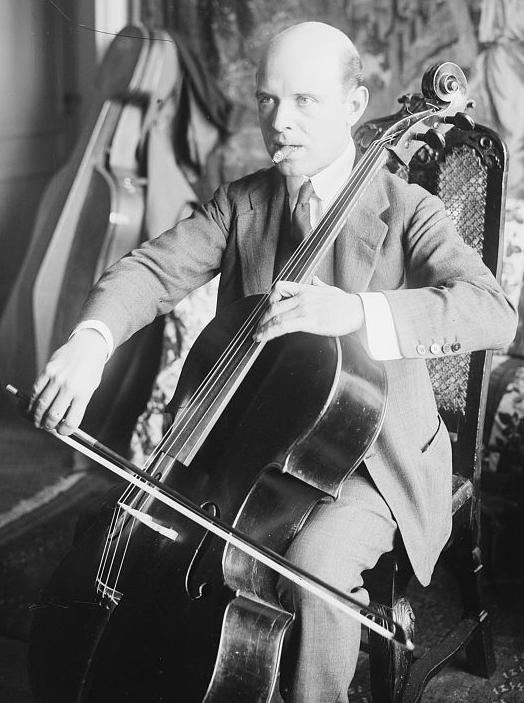
Pau Casals i els seus inseparables violoncel i cigar

El Pessebre és un oratori amb música de Pau Casals i lletra de Joan Alavedra. El Pessebre és un tema de pau, de puresa de sentiments, de fe i d'esperança, pensant que d'aquesta mateixa puresa en sorgirà la grandiositat de l'esperit. Res millor que aquest món, entre ingenu i commogut del Nadal cristià. El poeta li proporcionava un doble fervor: el de la Nativitat i el de l'evocació simultània de la Passió; el de l'alegria de l'estrella anunciadora i l'agonia del sacrifici pel mateix home. I Casals treballà amb aquesta doble emoció: l'Infant Déu, que plora com si en el seu plor hi pogués cabre tot el sofriment del món, i l'escampa endevinada d'un Crist adolorit, morint per amor a la Humanitat i per a redimir-la del seu oblit de l'esperit.
El 1944, el poeta Joan Alavedra va entregar a Pau Casals el text de «El Pessebre» i animà al músic a escriure un Oratori creat en una atmosfera i un caràcter catalans. Casals va treballar-hi anys i virtualment acabà les tres primeres parts de l'obra. I quan les Nacions Unides van invitar-lo, per tal que el seu missatge de pau, junt amb el seu art extraordinari, arribés a tots els racons del món va renéixer en Casals la idea de seguir treballant en el seu Oratori «El Pessebre» i l'any 1960 va revisar el que ja estava fet i acabà la quarta i última part, en la que va voler oferir com un resum, en un gran coral, el missatge dels seus íntims sentiments d'artista home que sap que tan sols la Pau pot salvar el gènere humà dels seus infinits errors. I va treballar a la seva llar de Puerto Rico amb tot el fervor i amb plena convicció.
El poema és escrit en català i Pau Casals utilitzà la seva música al servei del seu propi idioma i de la seva fonda condició de català però mai no va utilitzar elements folklòrics de la rica i noble nació catalana. Els temes són tots absolutament originals, tot i que conserven el perfil i caràcter del seu ambient poètic.
Per la mateixa raó, Casals va utilitzar en la composició una tècnica clara i neta, fugint de qualsevol efectisme. La preocupació del músic fou la de servir a la grandiositat i puresa de la idea amb tota la sinceritat expressiva del coneixement i del sentiment. Cada pla, cada estampa, fins i tot el que podríem anomenar cada episodi, responen a un estat d'ànim derivat d'una identificació de l'artista amb l'home que desitja veure triomfar un ideal de justícia.
I la música a penes és ornament, sinó línia recta, noble i generosa.
Pau Casals va concentrar en el seu Oratori «El Pessebre» es va convertir en un missatge universal, de la mà d'un home universal, per tractar d'unir als pobles, de convèncer a tots i de commoure als qui encar siguin capaços de commoure's.

## Naixença i Passió deEl Pessebre
Aquesta obra és nascuda del desig d'un infant. La filla Maria de Joan Alavedra, que llavors tenia cinc anys, en atansar-se Nadal va demanar-li que li fes el pessebre. Sortiren un matí i, a les parades de les escales de la Catedral de Barcelona, compraren el suro per a fer les muntanyes i la Cova, la molsa per als prats, i les figuretes per animar el paisatge. El muntaren en un racó del menjador i, quan en Joan es pensava que el seu treball s'havia acabat i que els mancava, sinó, la vetlla de Nadal, cantar-hi tots plegats El Noi de la Mare, El Rabadà i El cant dels Ocells, Maria demanà al seu pare que hi fes un vers. Ell tenia temps aquells dies. Joan Alavedra sortia de la captivitat en un vaixell, a causa d'uns fets polítics, i reflexionava cap a on podia orientar la seva vida. Va agafar doncs, un quadern, disposat a començar. Es tractava de fer parlar aquelles figuretes que tenia davant els ulls. I de fer-les parlar en un llenguatge entenedor per a una nena. Què havien de dir?. El sentit del pessebre, és a dir, la transcendència del Naixement...
Un escriptor, però, és, abans que tot, un home. I tot home és treballar interiorment, vulgues o no, no ja solament per l'època, sinó àdhuc pel moment que viu. És així com Alavedra s'explica amb el pas del temps aquell Poema, que començà intentant cantar per a un infant la inefable joia d'una Naixença, s'anés transformant, insensiblement, en la boca dels seus personatges, en el drama de la Passió de Jesús. Com podia ésser altrament, després del qual ja havia passat i del que es preveia que viuria el nostre poble!. Homes i animals estaven extàtics en aquell ambient de simplicitat primària. Però, a cadascun d'ells -com a Alavedra mateix-, una veu íntima, profètica, ja ens anunciava la tragèdia, i tots l'acceptàvem amb fortalesa purificadora, sabent que només de la nostra fidelitat i de la nostra virtut depenia l'hosanna final. La veu de l'home del pou, del pescador, de l'Home que llaura, de la Parella de la portadora, de la Vella que fila, tant com les de la Mula, del Bou i dels Camells, concordaven a revelar-nos que el sentit profund d'aquella Naixença era el primer acte del dolorós Sacrifici.
Els fets irromperen sobre el poema, i aquest no pogué acabar-se, aleshores. I una nit de gener, dintre l'única maleta que es pogué salvar de l'estimbada pels barrancs plens de neu del Coll d'Ares (Pirineu), el quadern passà amb Joan Alavedra, en una caravana de milers de persones que marxaven cap a França. A París va trobar el mestre Pau Casals, que venia d'Anglaterra, i al cap de pocs dies va reunir-se amb ell a Prada del Conflent. l'atreia l'admiració que sempre havia sentit pel gran artista, el desig d'escriure la seva biografia i l'honor de fer costat a l'home que dedicava la seva vida a la tasca que també ell creia més necessària en aquells moments: l'ajut als compatriotes que s'apilaven pels camps de concentració.
Alavedra s'instal·là al mateix hotel, i més tard -quan, després d'una temptativa desesperada, en plena desfeta de França els posaren a tots dos, al carrer a mitjanit- llogaren, plegats, la famosa Vil·la Collette, on i visqueren molts d'anys. Casals s'havia dedicat, de primer, a ajudar la gent dels camps, enviant-los centenars i centenars de milers de francs i escrivint-los milers i milers de lletres, fins al punt que hi havia dies que, d'haver-ne escrites tantes, després no podia tocar. Vinguda la guerra mundial, es dedicà a donar concerts per totes les grans ciutats de França, a profit de Beneficència. En tots aquests concerts, Alavedra l'acompanyava.

### Tot sota l'ocupació nazi
Els alemanys ocupaven el nord del país, però un dia, sobtadament, ocuparen tot França. Els tenien a Prada. Eren presoners i no podien escapolir-se. No volien, tampoc, abandonar l'estimat país en aquell moment de la seva tragèdia. A en Casals, des d'Amèrica, li feren proposicions magnífiques, que va refusar. Escoltaven la ràdio anglesa tapats amb flassades, al fons d'una habitació, mentre algú de la família vigilava al carrer el pas ritmat de les botes ferrades. I un dia, com si un raig de sol travessés aquella negra nuvolada, s'anunciaren uns Jocs Florals de la Llengua Catalana, a Perpinyà. El seu deure era de col·laborar-hi. Alavedra pensà en el seu Poema. En secret sense dir res al mestre, que no el coneixia, va acabar-lo i el va enviar. Guanyà la Flor Natural. El mestre en fou sabedor abans que en Joan, pel diari, i el va sentir per primera vegada quan Alavedra el va llegir en la Festa, a la que hi assistiren plegats.
Això era pel maig del 1943. I pel juny, el dia de sant Joan, en baixar Alavedra de la seva cambra el mestre l'abraçà i li digué "Per molts anys!", li donà el primer fragment musicat. Sorprès i emocionat Alavedra va creu-re que era la finesa d'un dia. Però Casals, amb aquella calma segura amb què anunciava les seves decisions, després de parlar-li de la bellesa poètica i de la gravetat que trobava en l'obra, li digué que l'expressiva simplicitat del seu text la feien molt apta per a ésser posada en música i que anava a compondre tot el Poema.
Aleshores i des de l'endemà començà un dels períodes de la vida de Joan Alavedra. Perquè, des de feia anys, sentia cada matí, després del fragment de Bach al piano amb què el mestre Casals començava el dia, com el primer violoncel del món assajava, ores i hores, els compassos difícils de les obres més diverses, de Robert Schumann, d'Édouard Lalo, de Bach, d'Elgar d'Antonín Dvořák. A casa, o pels hotels en les gires de concerts de beneficència, Pau Casals no parava de treballar tossudament, amorosament, cada dia, i a desgrat de les circumstàncies més adverses, els fragments als quals - «segons la seva gràfica expressió- volia trencar els ossos», és a dir, simplificar-ne l'execució. Hom li deien Però mestre, -no fa més de trenta anys que ja ho té registrat això?. «No hi fa res. Encara pot millorar-se.» I quan enmig d'aquella solitud i d'aquella reclusió, amb l'esdevenidor incert que oferia el món en guerra, hom li demanava per què encara estudiava tant: El meu deure - deia - «és estar a cada moment a punt per al concert».
Des de l'endemà, però, d'aquell Sant Joan del 1943, després del Bach matinal començava la composició de El Pessebre. I en el silenci sagrat d'aquella caseta que ha estat visitada, més tard, per tantes notabilitats, però on vivien aleshores en la severitat més estricta, mancats de tot, isolats del món i com abandonats de tothom, amb el perill, a cada instant, d'una detenció que no hauria estat ni remarcada - ni podia, de moment, ésser protestada per ningú -, l'artista que havia abandonat la Itàlia de Mussolini i l'Alemanya de Hitler treballava abstret en el seu univers de música, mentre davant la porta passaven, vigilants, els soldats alemanys.
En el petit piano de la seva cambra, cada matí començava per alçar-se, tímida, una sola nota que restava, vibrant en el silenci, suspesa en l'aire; que es repetia, insistint, com si cridés una altra, i que era seguida, lentament, per noves companyes que avançaven, com ella mateixa, vacil·lant per una regió de somni. Era com un lleu i errívol vagareig eteri, com una immaterial florida musical que naixia, muntava, s'esbadellava suaument en l'espai, i es cloïa o s'esvaïa en el silenci, per a recomençar tot seguit, cada vegada amb un accent més segur. Privilegi únic per a un escriptor, que vivia en la mateixa fornal on s'anaven forjant les ales del Poema.
Assistia íntimament al misteri de la transformació gradual de la poesia en música, de l'estrofa en cant. Sabia sempre el vers sobre el qual treballava el mestre i veia com, ara vestint, ara penetrant, ara transcendint, era aureolat la paraula, l'obra anava construint-se, ordenant-se en figures i temes musicals, que es precisaven cada vegada més. A la casa hi havia sempre una quietud absoluta, tota ressonant de música. Per la finestra es veia, al fons, cobrint tot l'horitzó, la massa blavissa del Canigó, crestat de neu. A cent metres tenien la Gestapo.

### De mica en mica, s'omple la pica
De mica en mica, i sense interrupció de cap mena, l'obra anà avançant durant anys. Cada dia, entre el fragment de Bach i l'estudi del violoncel, se sentia en la seva cambra l'encantament d'aquelles notes que es buscaven i que acabaven per unir-se harmoniosament en una melodia que cantava suaument en el silenci. El mestre, abstret i en calma, cantava a vegades les paraules del text i anava anotant amb llapis sobre paper pautat les seves troballes. Quan en tenia un fragment acabat cridava els companys de casa a la seva cambra. Els quals veien l'esclat de joia en els seus ulls blaus! El difícil, en això com en tot -deia-, és rebutjar la facilitat i els efectismes i captar, només, la vena musical més íntima, més autèntica. Veieu? Escolteu això. I aleshores deixant la pipa en un racó del piano, amb aquella pulsació de teclat tan flonja i tant segura, tan delicada o tan densa, tan plena de respecte, d'art i d'ànima, que haurien fet de Pau Casals, també, el millor pianista del món, iniciava el tema i en cantava el text amb una dicció tan ingènua, tan pura, tan plena d'humanitat i d'unció, que omplia als que l'escoltaven els ulls de llàgrimes.
Quan tingué acabats els cants d'algunes figures, començaren a cantar-los pel Nadal. A la tarda de la diada venien els amics que residien a Prada. Aquells que, durant tot l'any, havien dit "Aquest Nadal ja menjarem els torrons a casa!". I veien una vegada més, allunyada la seva esperança. S'encabien a la cambreta del Mestre, tan plena d'objectes - el violoncel majestuosament estès sobre el llit -, s'atapeïen pel passadís, s'asseien per l'escala, fins a la porta. Aleshores, sota la direcció del Mestre i tocant ell el piano, començava el cant de El Pessebre, que era cada any, cada any - perquè cada any avançava i cada any era més punyent -, el seu cant de Nadal, l'evocació enyorada de la llar, dels familiars llunyans, de la pàtria. Ara ve l'ària del Pescador!, cridava el Mestre. I tothom callava perquè sabien que li agradava entonar-la sol, amb bravoure. Ara el cant del Bou, que és el Poeta de l'obra. I ara la Sardana patètica, la Sardana de la Passió...
Però hi havia un moment, que tots coneixien, que ja esperaven amb impressió, perquè, a desgrat d'ésser un cor que tots cantaven a l'uníson, sabien que el volia acabar-lo sol. Era en el Cor del Camells. Ell començava al piano les notes greus, pausades, que evoquen la marxa lenta dels camells pel desert, i picava ràpida, viva, precisa i evocadora, la nota alta que donava la sensació d'espai, de distància, d'infinit. Les veus de tothom, lentes, ritmades, en cor d'homes i dones, omplien, solemnement, tota la casa. I de sobte, el cap del Mestre feia un gest enèrgic, i tots emmudien a l'acte. Aleshores, sol, amb una veu fosca, trencada per l'emoció, ell, que representava a -i tan dignament!- a tothom; ell, que tots veneraven, l'artista gloriós que compartia voluntàriament la seva dissort, cantava, mirant a banda i banda dels seus amics, amb els ulls entelats, i destacant l'al·lusió al llarg exili: "Quan s'acabarà tan llarg caminar per terres estranyes..." I després hi havia una pausa perquè, de moment, no podia continuar...
Vençuda l'emoció, però, el Mestre reprenia. I, com transfigurat, com si recollís en el seu esperit la joia de l'Àngel, la gravetat de l'Home del Pou, la fe del Pescador, el presagi de l'Home que Llaura, l'anunci transcendent de l'Home de la Portadora, la tragèdia de la Vella que Fila, la promesa de la Verge, el lirisme confiat de Sant Josep, i tota la ingènua poesia de la Mula i el Bou, fonia tots aquests sentiments de fervor i d'esperança en un sol esclat de "Joia a través del Dolor", i atacava amb força en el piano un dels cants de glòria més excelsos i més potents que s'han sentit en música. Clamava, amb els ulls enlaire, tota la seva fe en el missatge de l'Àngel. I, com si veiés els Reis i els pastors abraçats, iniciava el grandiós Himne que entonen l'orquestra, els solistes i el cor, i que Pau Casals voldria que fos cantat per tot el públic, per tota la humanitat.
Pau als homes de bona voluntat!
Pau!

## Orquestració
La orquestració de l'obra va ésser feta per Enric Casals i Defilló, germà del Mestre, i inclou els següents instruments:
- Soprano, contralt, tenor, baríton i baix solistes
- Cor mixt (SATB)
- 3 flautes (una doblant piccolo)
- 3 oboès (un doblant corn anglès)
- 3 clarinets
- 3 fagots (un doblant contrafagot)
- 4 trompes
- 3 trompetes
- 3 trombons
- Tuba
- Percussió (3 intèrprets)
- Arpa
- Celesta
- Corda (violins I, violins II, violes, violoncels i contrabaixos)